# Інститут російського реалістичного мистецтва
Інститут російського реалістичного мистецтва (Institute of Russian Realist Art) — музейно-виставковий комплекс в місті Москва, відкритий для відвідин 2011 року.

## Споруда і приватна колекція Ананьєва
У західних країнах в 20 столітті започаткована традиція придбання покинутих промислових споруд багатими приватними власниками та переобладнання їх в елітне житло, художні майстерні, в архітектурні майстерні-бюро чи приватні музеї. Серед вдалих прикладів перетворення колишнього промислового об'єкта в місті Барселона — Будинок-студія Рікардо Бофілла, відомого іспанського архітектора. Він придбав покинутий бетонний завод і перетворив химеричні промислові споруди на власне житло та архітектурну студію, якою керує сам. Високі і просторі приміщення отримали нові вікна і стелі, нове наповнення, сходові клітки і навіть нові зелені дахи. Частка дахів переобладнана після гідроізоляції та насипних ґрунтів на новітні верхові сади з рослинами і кущами.
Мода на нове пристосування старовинних промислових споруд докотилася і до капіталістичної Росії. Прикладом і стало приміщення Інституту російського реалістичного мистецтва в Москві, що розташоване в колишній текстильній фабриці, котру колись вибудували навпроти Спаського монастиря. Промислову споруду Московської текстильної фабрики придбав російський бізнесмен Олексій Ананьєв та переобладнав три її поверхи на новий музейно-виставковий комплекс. В основі музейних збірок — приватна колекція реалістичного живопису російських митців 20 століття (на 2011 рік переважно радянського періоду), яку бізнесмен Олексій Ананьєв почав збирати приблизно десять років тому.

Твори Аркадія Пластова
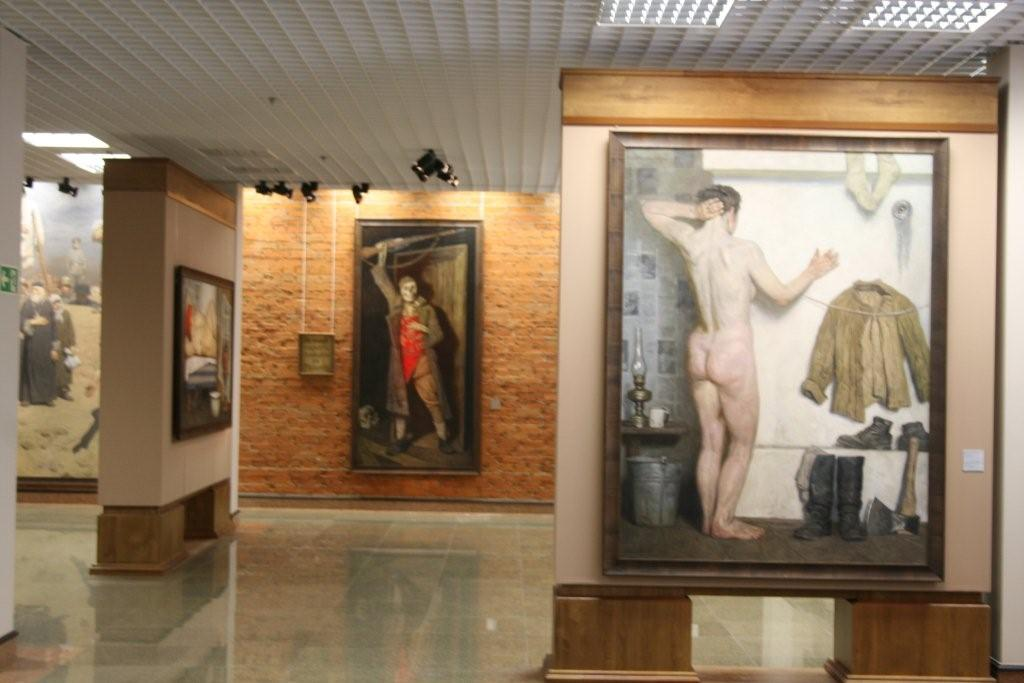
Монографічний зал Гелія Коржева.
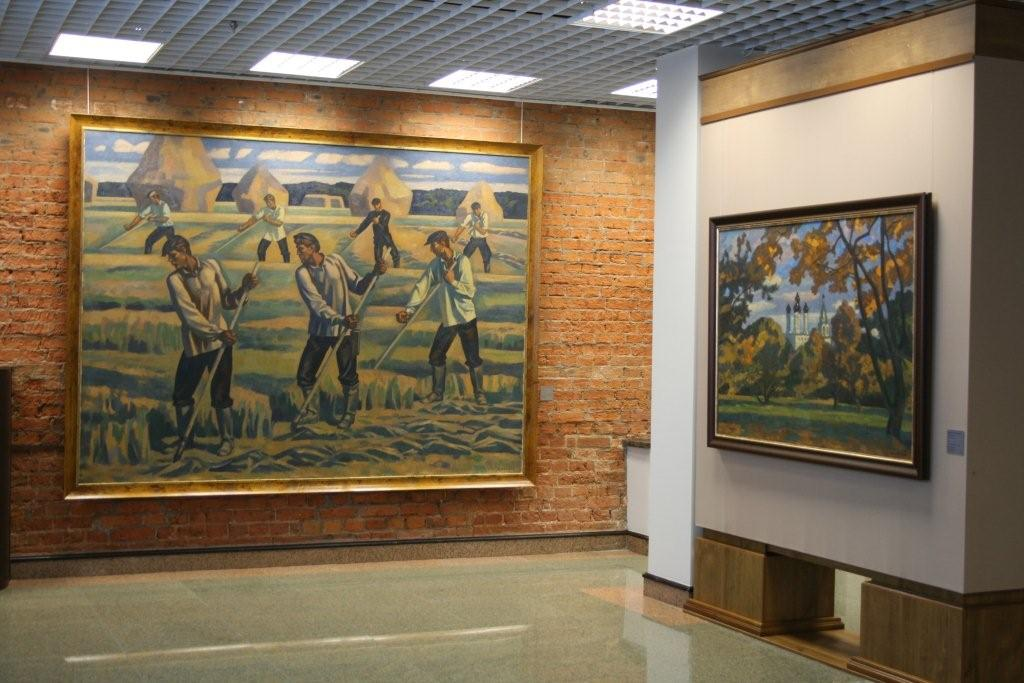
Монографічний зал Віктора Іванова

Нова приватна збірка створена завдяки пошуковій роботі і придбанням в приватних колекціях ескізів (до відомих робіт) і творів художників різних художніх напрямків, котрі, однак, твердо дотримувались реалістичного методу, незважаючи на невеликі впливи сецесії чи обмеженого імпресіонізму. Поряд з творами представників соціалістичного реалізму — картини прихильників суворого стилю, пейзажного живопису, побутового жанру, історичної картини і навіть парадного портрету, який відродили в повоєнні роки при створенні офіціозних зображень генералів і маршалів та уряду років Сталіна.

## Художні твори
Мистецька колекція розташована на трьох поверхах. Експозиція має як зали зі змішаними жанрами, так і монографічними, якщо вдалося придбати декілька картин відомого художника з можливостями показу еволюції його творчості. Серед монографічних залів — окремі експозиції Олександра Дейнеки, Гелія Коржева та ін. В музейних збірках картини, які створили —
- Пластов Аркадій Олександрович
- Попков Віктор Юхимович
- Піменов Юрій Іванович
- Герасимов Сергій Васильович
- Андронов Микола Іванович
- Горелов Гаврило Микитович
- Нісський Георгій Григорович
- Стожаров Володимир Федорович
- Гріцай Олексій Михайлович
- Бритов Кім Миколайович
- Коркодим Володимир Миколайович
- Ізотов Михайло
- Єфанов Василь Прокопович
- брати Олексій та Сергій Ткачови
- Циплаков Віктор Григорович
- Ромас Яків Дорофійович
- Кугач Юрій Петрович
- Денисовський Микола Федорович
- Чепик Михайло Максимович
- Бродський Ісак Ізраїльович та інші.

Музей працює щодня, окрім понеділка. Вхід — на 2011 рік — безкоштовний.